# Autovía A-7
L'autovía A-7, chiamata anche Autovía del Mediterráneo, è un'autostrada gratuita spagnola appartenente alla Rete di Strade dello Stato (Red de Carreteras del Estado) che unirà Algeciras con Barcellona. Corrisponde al tratto spagnolo dell'itinerario europeo E15 e, una volta interamente realizzata, misurerà 1329 km, diventando l'autostrada più lunga d'Europa. Il tracciato dell'autostrada è in gran parte completato ad eccezione del tratto finale tra Castellón de la Plana e Barcellona ad oggi (2018) ancora non costruito e di alcuni tratti minori lungo il percorso. Dei 1329 km previsti, comunque, attualmente (2018) sono aperti al traffico 1043 km pari a circa il 78% del tracciato. È l'autovía più lunga di Spagna.

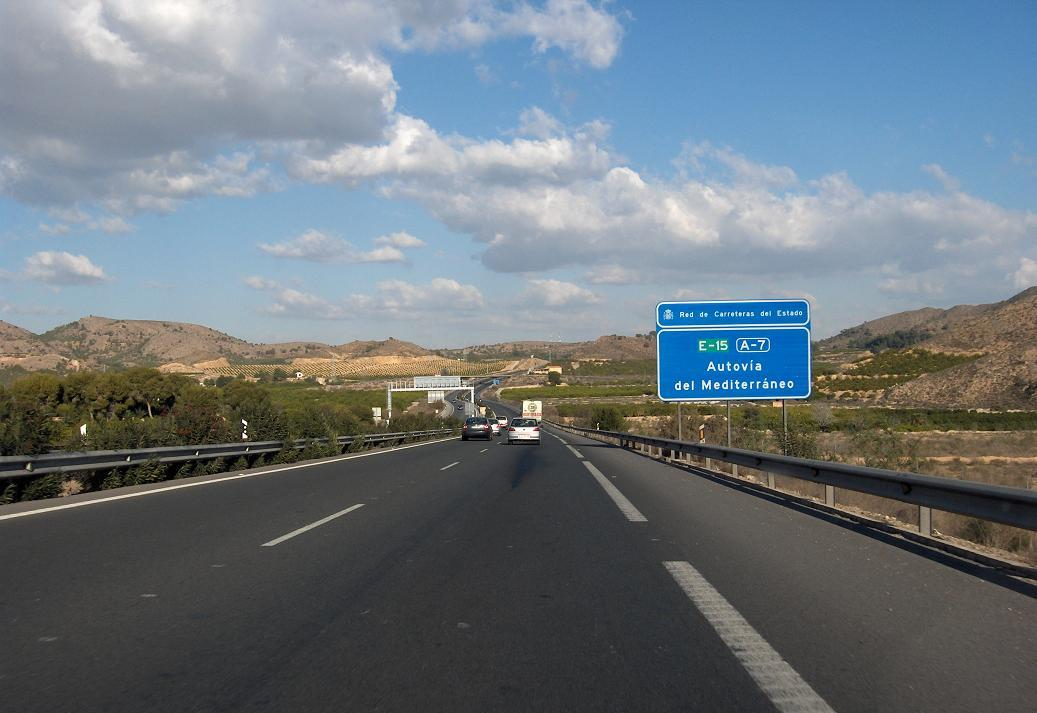
L'A-7 nei pressi di Murcia

## Storia
A-7 è la numerazione che ha ricevuto la strada nazionale N-340 nei tratti dove questa è stata trasformata in autostrada. La N-340 inizia a Cadice e termina a Barcellona mentre l'A-7 unisce Algeciras con Barcellona; pertanto, il primo tratto della N-340 Cadice-Algeciras, è stato classificato come A-48 (Autovía de la Costa de la Luz) mentre il restante come A-7. Il primo tratto dell'autostrada, a Malaga, venne aperto nel 1988; l'ultimo nel 2015 a Motril. Si noti che fino al 2004 la denominazione dell'autostrada era N-340 essendo A-7 la numerazione dell'attuale AP-7. Al momento (2018) non esiste una data certa per il completamento della tratta finale Castellón de la Plana - Barcellona così come non è ancora stato deciso se l'A-7 proseguirà fino al confine francese divenendo a tutti gli effetti un'alternativa all'autostrada a pedaggio AP-7.

## Percorso
L'A-7 segue la costa mediterranea unendo l'Andalusia con la Catalogna attraverso la Murcia e la Comunità Valenciana, avendo però un percorso più interno rispetto all'AP-7. Passa da Malaga, Almería, Murcia, Alicante, Valencia, Castellón de la Plana ed in futuro Tarragona e Barcellona (attualmente, da Castellón de la Plana per raggiungere Barcellona è necessario optare per la N-340 o per l'AP-7).
Nel suo lungo percorso incrocia numerose superstrade. Le più importanti sono:
- a Malaga l'A-45 Cordova-Malaga;
- a Motril l'A-44 Bailén-Motril;
- ad Almería l'A-92 Siviglia-Almería;
- a Murcia l'A-30 Albacete-Cartagena;
- ad Alicante l'A-31 Atalaya del Cañavate-Alicante;
- a Valencia l'A-3 Madrid-Valencia;
- a Sagunto l'A-23 Huesca-Sagunto;
- a Barcellona l'A-2 Madrid-Gerona.